# مقاطعة هيركايمر (نيويورك)
مقاطعة هيركايمر (بالإنجليزية: Herkimer County)‏ هي إحدى المقاطعات في ولاية نيويورك في الولايات المتحدة الأمريكية.

## أعلام
- لورينزو إنجلش
- غوستاف هاينز
- هوليس ألبرت